# Christian Albrecht Lerche (politiker)
 Der er flere personer med dette navn, se Christian Lerche (flertydig).
Christian Albrecht lensgreve Lerche (3. april 1830 i København – 10. april 1885 sammesteds) var en dansk godsejer og politiker.

## Karriere
Han var søn af Christian Albrecht greve Lerche (1791-1830) og Georgine Flemmine Henriette født Lerche (1804-1837). Faderen døde, inden sønnen var født, og moderen døde, da han var syv år gammel. 1849 blev han student fra Borgerdydskolen på Christianshavn, efterfulgte 1852 sin farfader Christian Cornelius Lerche som lensgreve til grevskabet Lerchenborg og til Aggersvold (1865; ejedes af enken frem til 1898), tilkøbte Stokkebjergskov, blev 1854 kammerherre, 1867 Ridder af Dannebrog, 1869 Kommandør af 2. grad og 1871 af 1. grad, 1880 Dannebrogsmand.
I 1873 rettedes der indtrængende opfordringer til ham om at stille sig til Folketinget imod Christopher Krabbe, og det så et øjeblik ud til, at han ville bøje sig for pressionen, men da det kom til stykket, var han dog ikke til at rokke, hvad man dengang meget beklagede, fordi man troede, at Lerche som anset godsejer ville have haft bedre chancer end nogen anden. Senere tog han dog imod opfordringen om at gå ind i politik. Han var medlem af Landstinget for Højre 1880-82, hvor han efterfulgte den afdøde C.A. Fonnesbech.
Lerche var desuden repræsentant i Nationalbanken, medlem af bestyrelsen for Kysthospitalet på Refsnæs og formand i bestyrelsen for Dannebrogsmændenes Forening.

## Ægteskab og børn
Lerche blev gift 23. november 1855 med Cornelia Emma Sophie Louise Tillisch (1. juli 1837 i Aabenraa – 7. juni 1904 på Sølyst ved Jyderup), datter af kammerherre Christian Tillisch.
Børn:
1. Agnes Henriette Flemmine Emma Lerche (9. februar 1857 – ), i Vallø.
2. Henny Louise Vilhelmine Lerche (14. september 1858 -), i Vallø.
3. Elisabeth Sophia Anna Lerche (1. juni 1861 – ), i Vallø.
4. Christian Cornelius Lubbi Lerche (14. juli 1865 – 22. maj 1937)
5. Axel Otto Lerche (8. juni 1868 – )
6. Cornelia Lerche (11. april 1870 – ), i Vallø.
7. Flemming Einar Lerche (5. januar 1872 – 9. april 1911)
8. Otto Lerche (19. august 1873 – 4. marts 1953)
9. Frederik Lerche (1876 – )